# Pigeons voyageurs de l'armée française pendant la Première Guerre mondiale

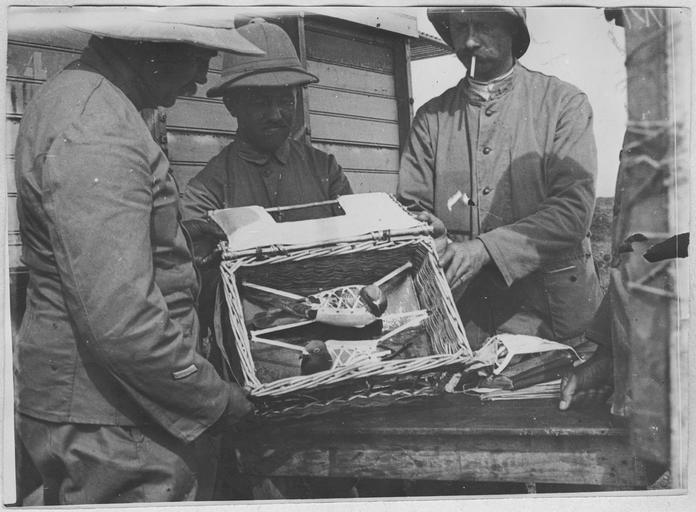
Pigeon équipé pour être transporté à dos d'homme.

Les pigeons voyageurs de l'armée française pendant la Première Guerre mondiale furent des pigeons voyageurs utilisés par l'armée française pour communiquer sur le front durant la Première Guerre mondiale.

## Contexte
Avant la Première Guerre mondiale, lors du siège de Paris par les Prussiens en 1870, des pigeons ont permis au nouveau gouvernement évacué de continuer à communiquer efficacement avec la capitale. À la suite de cette expérience, l'armée française, à Coëtquidan et Montoire créa de nouveaux centres d'instruction colombophile militaire. Ceux-ci seront utiles et utilisés de 1914 à 1919.
En 1903, dix ans avant leur utilisation sur le champ de bataille, l'hebdomadaire Les Nouvelles illustrées consacrait ainsi un article aux pigeons de guerre dans l'armée allemande, illustré de deux photographies.

## Première Guerre mondiale

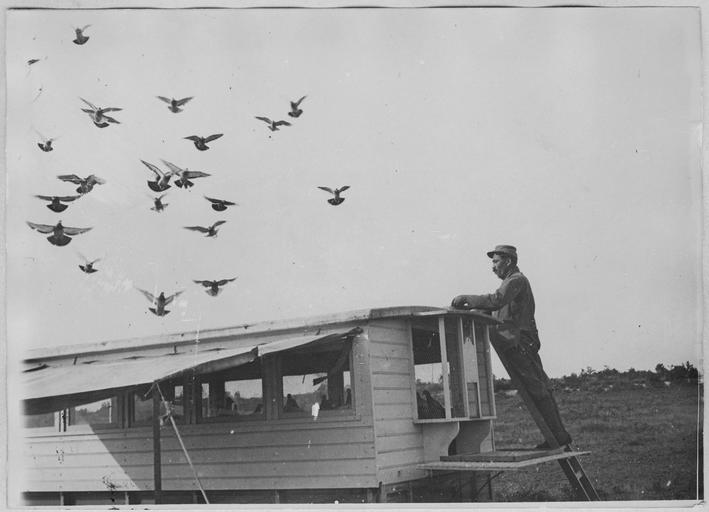
Camion de transport de pigeons.

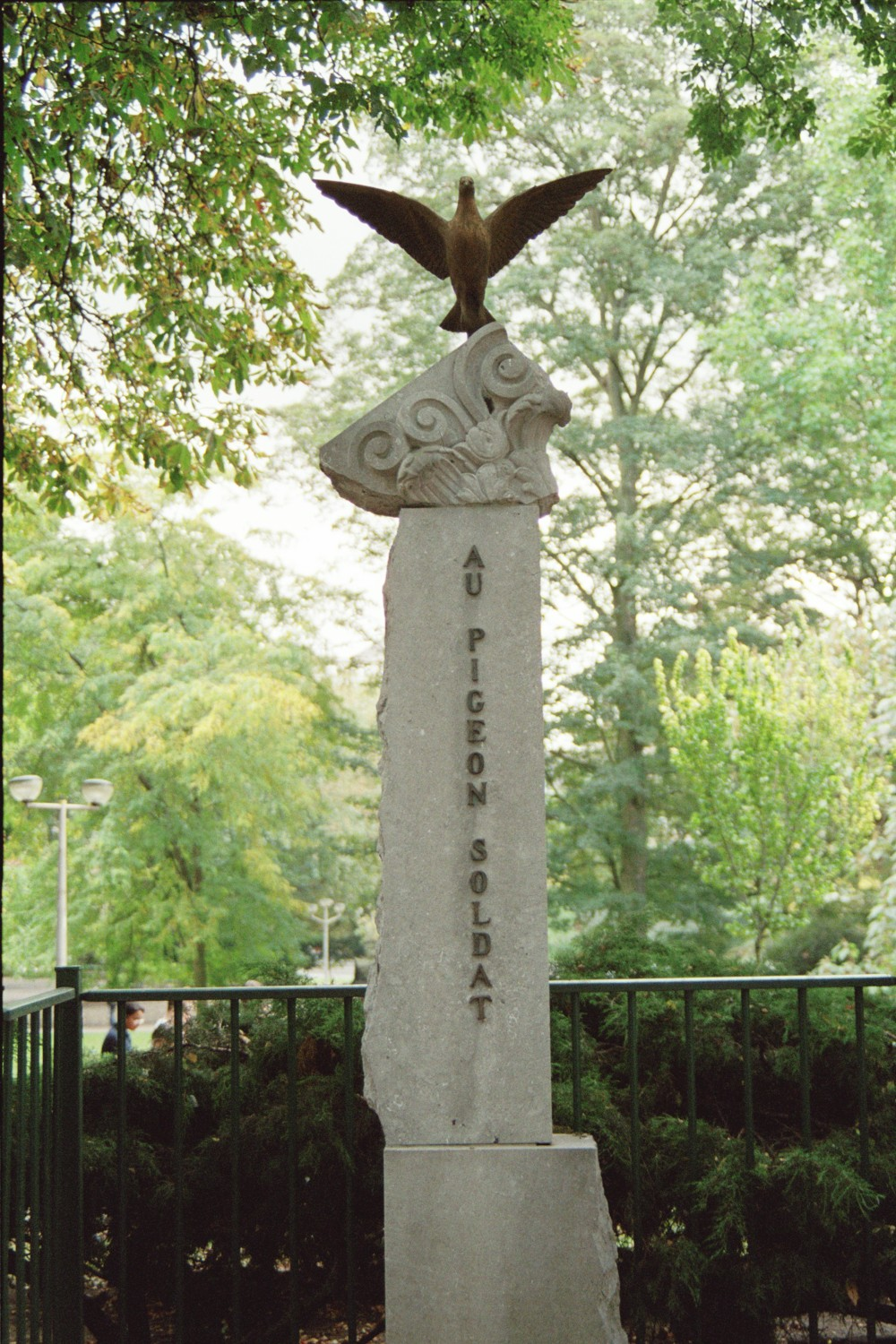
Monument « Au pigeon soldat », situé dans le parc Astrid à Charleroi en Belgique.

La Première Guerre mondiale a d'abord été caractérisée par la mobilité des troupes, qui se sont enlisées dès 1915 et pour trois ans dans une guerre de position et de tranchées. L'information et la désinformation sont alors devenues vitales et stratégiques, ainsi donc que les moyens de communication.
Bien que ce soit l'époque du développement de la téléphonie, il était fréquent que des unités soient isolées ou que des messages doivent être envoyés rapidement sur de grandes distances. Pour cela, les deux camps utilisèrent largement les pigeons voyageurs qu'ils élevèrent et transportèrent dans des unités mobiles de campagne, camions spéciaux se déplaçant au gré des besoins sur différents fronts.
Un bus à impériale de Berliet (dit « Araba ») fut transformé en pigeonnier roulant. Le bas de caisse contenait une réserve de grain et d'eau, ainsi qu'un logement pour le soigneur, et le haut du véhicule constituait le pigeonnier. En 1916, les Alliés fabriquent aussi en France seize pigeonniers sur remorque.
Les pigeons ont principalement été utilisés par les unités au sol, mais parfois aussi lancés à partir d'avions ou de navires.
60 000 pigeons furent mobilisés pour la guerre.

## Reconnaissance

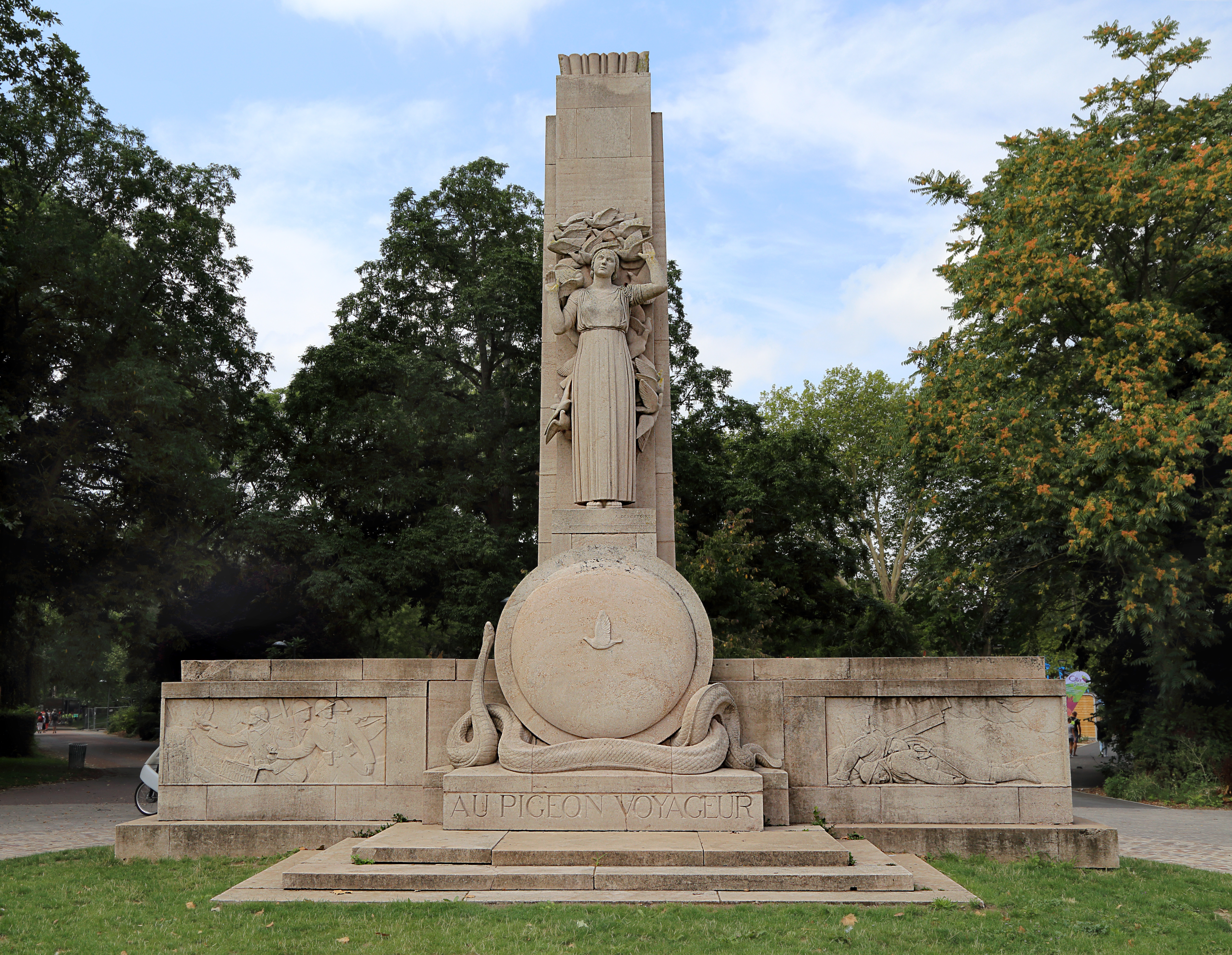
Monument « Au pigeon voyageur », situé près du zoo de Lille.

Ces pigeons-soldats faisaient l'objet d'une attention toute particulière. Ainsi, ces pigeons-héros ont aussi leur monument, érigé près de l’entrée de la citadelle fortifiée de Lille, dans une région éminemment colombophile, à l’entrée du Champ de Mars. Certains monuments aux morts évoquent aussi le pigeon messager.
Exposés aux mêmes dangers et risques que les hommes, certains ont été décorés comme des soldats. Ce fut le cas du célèbre « Vaillant » (matricule 787.15), dernier pigeon du fort de Vaux, lâché le 4 juin 1916 à 11 h 30 pour apporter à Verdun un ultime message du commandant Raynal. Il eut le privilège d'être cité à l'ordre de la Nation — un fac-similé de cette distinction est conservé au colombier militaire du Mont-Valérien — pour avoir transporté au travers des fumées toxiques et des tirs ennemis le message suivant :

« Nous tenons toujours, mais nous subissons une attaque par les gaz et les fumées très dangereuses. Il y a urgence à nous dégager. Faites-nous donner de suite toute communication optique par Souville, qui ne répond pas à nos appels. C'est mon dernier pigeon. Signé : Raynal. »

Gravement intoxiqué par les gaz de combat, le pigeon arriva mourrant au colombier de la citadelle de Verdun. Sa dépouille est conservée au musée colombophile militaire.
Dans son livre Lorette, une bataille de 12 mois, octobre 1914 - septembre 1915, le capitaine René écrit :

« Une unité de chasseurs à pied, engagée à fond, s'est trouvée en pointe et coupée des autres unités. Tous les moyens pour aviser le commandement de cette situation étaient fauchés par les bombardements ou le tir des mitrailleuses. Le téléphone était coupé et la liaison optique impossible en raison de la fumée des éclatements. C'est alors que les chasseurs qui avaient emporté quelques pigeons voyageurs obtinrent de les lâcher avec le message suivant : “Sommes sous le Souchez. Subissons lourdes pertes, mais le moral est très élevé. Vive la France !” Du colombier, le message fut transmis à l'artillerie qui allongea le tir, protégeant ainsi nos chasseurs d'une contre-attaque allemande. Ainsi Souchez fut libéré. »

## Réaction des Allemands
Dans les zones occupées, les Allemands veillent à interdire aux civils le lâcher de pigeons. Ainsi, dès décembre 1915, dans le nord de la France, pays des coulonneux, le Bulletin de Lille de la semaine suivante rappelle aux Lillois qu'il est interdit, sous peine de mort, de lâcher des pigeons voyageurs, et précise que les personnes « qui trouveraient des pigeons voyageurs [...] sont tenues de les remettre à l'autorité militaire la plus proche, faute de quoi elles seront suspectées d'espionnage et s'exposeront à des poursuites ; les infractions commises par négligence seront punies d'un emprisonnement pouvant atteindre 3 ans ou d'une amende pouvant s'élever jusqu'à 10 000 marks ».